# هور الشنافية
هور الشنافية وهو أحد الأهوار في العراق يقع في الجهة اليسرى من شط الهندية في كربلاء بالقرب من ناحية الشنافية في الديوانية تصب فيه مياه شط الهندية ويبلغ عمقه 2 قدم.